# Gammarus limnaeus
Gammarus limnaeus är en kräftdjursart som beskrevs av Sidney Irving Smith 1874. Gammarus limnaeus ingår i släktet Gammarus och familjen Gammaridae. Inga underarter finns listade i Catalogue of Life.